# Xavier Elies
Xavier Elies (Barcelona, 15 de abril de 1941 - Barcelona, 30 de junho de 2010) foi um economista e cantor em língua catalã ligado ao movimento da Nova Cançó na Catalunha, o sétimo membro desde 1963 da Els Setze Jutges.